# The Book of Eli
The Book of Eli is een Amerikaanse post-apocalyptische neo-western en actiefilm uit 2010. De film is geregisseerd door de Hughes Brothers (Albert Hughes en Allen Hughes), en met Denzel Washington in de rol van Eli.

## Verhaal
Eli's missie is een boek veilig naar de westkust (San Francisco) te brengen. Het laatste stukje in Californië wordt hij echter opgehouden door een bende onder leiding van Carnegie.

## Rolverdeling
| Acteur             | Personage |
| ------------------ | --------- |
| Denzel Washington  | Eli       |
| Gary Oldman        | Carnegie  |
| Mila Kunis         | Solara    |
| Ray Stevenson      | Redridge  |
| Jennifer Beals     | Claudia   |
| Evan Jones         | Martz     |
| Joe Pingue         | Hoyt      |
| Frances de la Tour | Martha    |
| Michael Gambon     | George    |
| Tom Waits          | Ingenieur |